# Натпис на косовском каменом стубу
Натпис на косовском каменом стубу је запис о Косовском боју 1389. године, за који се сматра да га је саставио син и наследник кнеза Лазара, Стефан. Представља похвалну песму написану у форми апострофе и у њој се види утицај црквене поезије, али и далеки одјеци витешке епике.

## Време настанка и садржај
Натпис је био уклесан у каменом стубу, који је после Ангорске битке (1402) био постављен на Газиместану, попришту битке. Данас се овај текст налази уклесан на малом каменом стубу, који се налази уз Споменик на Газиместану.
Текст је упућен путнику намернику, а његов почетак је преузет из античког епиграфа и гласи: „Човече који српском земљом ступаш“. У њему се величају храброст и духовност кнеза Лазара, који представља врхунац људске духовности. Његови људи блистају као звезде светле, као земља цветовима шареним, одевени златом и камењем драгим украшени. Овакав приказ српске војске у Косовском боју, јавиће се касније у народној епици (у песми Цар Лазар и царица Милица), али и у модерној поезији (код Ракића у песми На Газиместану)

Текст гласи:
„Човече који српском земљом ступаш,
било да си дошљак или овдашњи,
ма ко да си и ма шта да си,
када дођеш на поље ово,
које се зове Косово,
по свему ћеш угледати пуно костију мртвих,
те са њима и камену природу,
мене крстозначног као стег,
видећеш како посред поља управно стојим.
Да не проминеш и да не превидиш
као нешто залудно и ништавно,
но молим те, приђи и приближи се мени, о љубими,
и размотри речи које ти преносим,
и из тога ћеш разумети због ког узрока
и како и зашто ја стојим овде,
јер истину ти говорим,
ништа мање од живога,
да ћу вам изнети у суштини све што се збило.
Овде негда бејаше велики самодржац,
чудо земаљско и рига српски,
звани Лазар, кнез велики,
побожности непоколебими стуб,
доброразумља пучина и мудрости дубина,
огњени ум и заштитник странаца,
хранитељ гладних и миловање ништих,
скрбних миловање и утешитељ,
који воли све што хоће Христос,
коме иде сам по својој вољи
и са свима својим безбројним мноштвом,
колико је под руком његовом.
Мужеви добри, мужеви храбри,
мужеви, ваистину, у речи и у делу
који се блистају као звезде светле,
као земља цветовима шареним,
одевени златом и камењем драгим украшени,
многи коњи изабрани и златоседлани,
сведивни и красни коњаници њихови.
Свеплеменитих и славних
као какав добри пастир и заштитник,
мудро приводи духовне јагањце
да у Христу добро скончају
и приме мучења венац
и вишње славе учесници буду.
И тако сложно велико безбројно мноштво
скупа с добрим и великим господином,
добром душом и вером најтврђом,
као на красну дворану и многомирисану храну
на непријатеља се устремише
и праву змију згазише
и умртвише дивљу звер и великог противника
и неситога ада свејадца,
велим Амурата и сина његова,
аспидин и гујин пород,
штене лавово и василсково,
па са њима и не мало других.
О чудеса Божијих судбина,
ухваћен би храбри страдалац
безаконим агаренским рукама
и крај страдању добро сам прима
и мученик Христов постаје
велики кнез Лазар.
Не посече га нико други, о љубими,
до сама рука тога убице, сина Амуратова,
И све ово речено сврши се
лета 6897, индикта 12, месеца 15, у дан уторак,
а час је био шести или седми,
не знам, Бог зна. ”